# Antonio Aguilar
José Pascual Antonio Aguilar Márquez Barraza, noto anche come El Charro de México (Villanueva, 17 maggio 1919 – Città del Messico, 19 luglio 2007), è stato un cantautore, attore e produttore cinematografico messicano.
Nel corso della sua carriera ha realizzato oltre 150 album, vendendo oltre 25 milioni di copie, e ha partecipato a 167 film.

## Biografia
Nato con il nome José Pascual Antonio Aguilar Márquez Barraza, è cresciuto con la famiglia a Tayahua, città a circa 30 km dalla natale Villanueva.
Inizia la carriera di attore nel 1952, partecipando al film Un rincón cerca del cielo. Nei suoi 167 film ha recitato con gli attori Roy Rogers, Gene Autry e Ronald Reagan. Recita anche in una serie e in diversi film incentrati sulla figura di Mauricio Rosales, un eroe contadino. Spesso appare nei film di Ismael Rodríguez a cavallo tra gli anni '50 e '60. Tra i film per cui è maggiormente conosciuto vi è Il messicano (1970). È stato inserito nella Hollywood walk of fame.
Riguardo alla carriera musicale, ha contribuito alla diffusione del genere corrido e ha prodotto oltre 150 album a partire dal 1950. Inoltre è tra i promotori dello strumento a percussioni chiamato tambora nella metà degli anni '80.